# Ostamerikanischer Hundszahn
Der Ostamerikanische Hundszahn (Erythronium americanum) ist eine Pflanzenart aus der Familie der Liliengewächse (Liliaceae), die ausschließlich in Nordamerika vorkommt.

## Merkmale

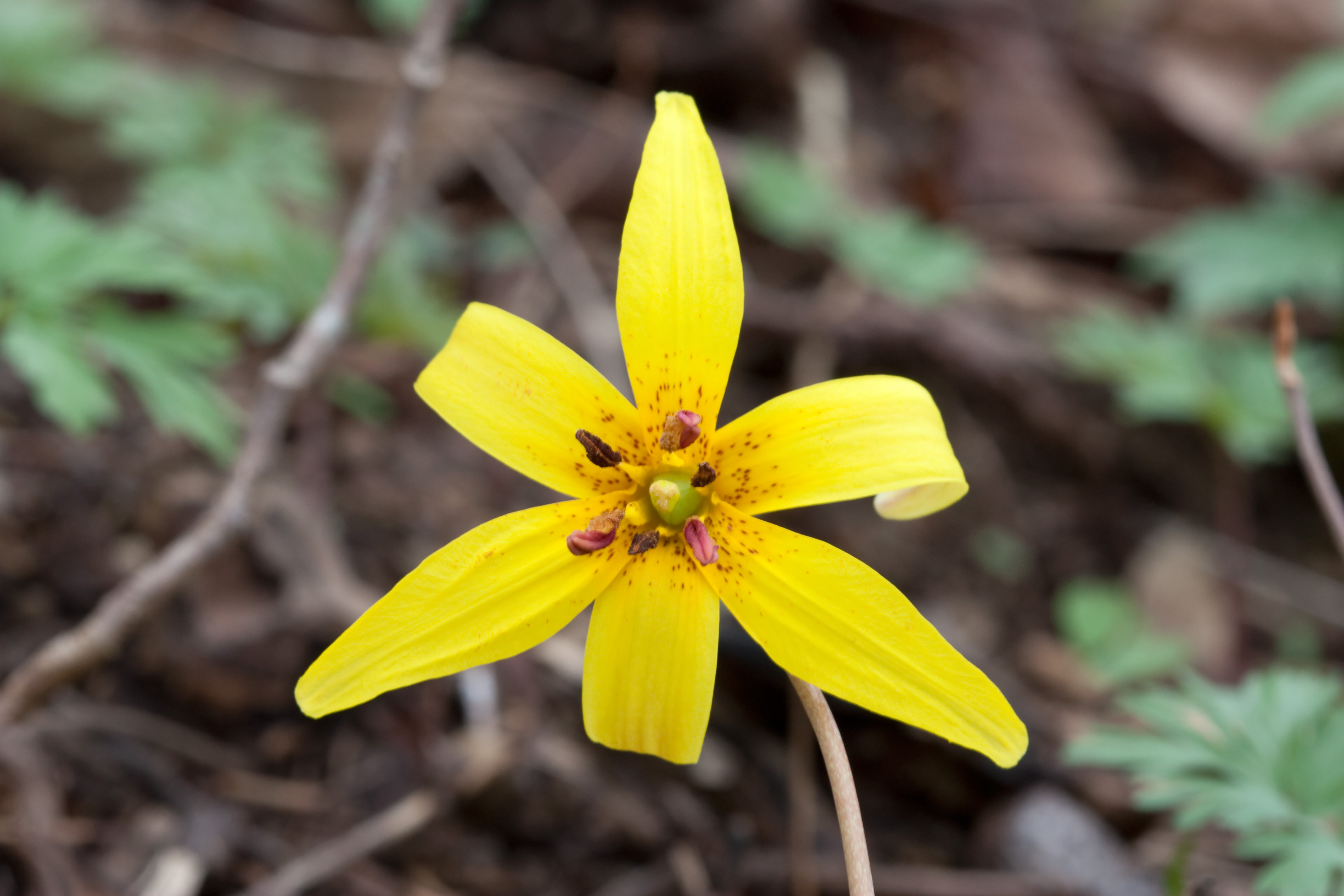
Blüte

Der Ostamerikanische Hundszahn ist eine ausdauernde, krautige Zwiebelpflanze, die Wuchshöhen von 10 bis 18 (vermutlich selten bis 30) Zentimeter erreicht. Sie bildet Ausläufer aus. Die Blätter sind 8 bis 23 Zentimeter lang und elliptisch-lanzettlich. Die Blüten sind einzeln. Die sechs Perigonblätter sind 20 bis 33 Millimeter lang und gelb gefärbt, ihre Oberseite ist braun oder purpur gesprenkelt.
Die Blütezeit reicht von April bis Mai.
Die Chromosomenzahl beträgt für beide Unterarten 2n = 48.

## Vorkommen
Der Ostamerikanische Hundszahn kommt im warmgemäßigten bis gemäßigten, östlichen Kanada und Nordamerika von Georgia und Alabama bis Neufundland und Süd-Ontario vor. Die Art wächst auf frischfeuchten bis frischtrockenen Hangwäldern. Sie ist oft auf Lehm und an Gewässern zu finden.

## Systematik
Man kann zwei Unterarten unterscheiden:
- Erythronium americanum subsp. americanum: Sie kommt vom östlichen Kanada bis in die nördlichen, zentralen und östlichen Vereinigten Staaten vor.[2]
- Erythronium americanum subsp. harperi (W.Wolf) C.R.Parks & Hardin: Sie kommt in Alabama, Georgia, Mississippi und Tennessee vor.[2]

## Nutzung und Heilwirkung

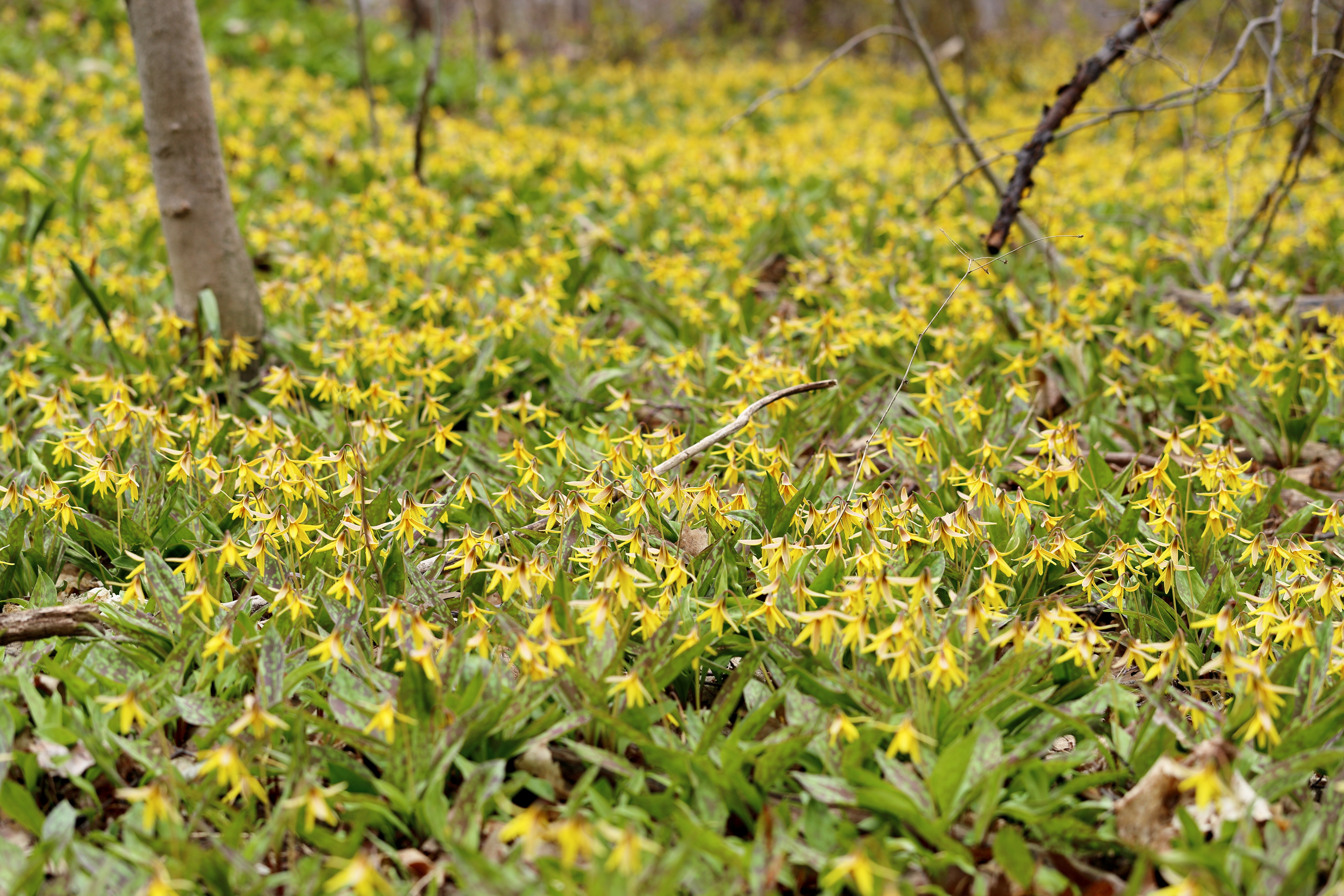
Ostamerikanischer Hundszahn (Erythronium americanum americanum) in einem Waldstück auf dem Campus der Universität Laval in Québec Stadt.

Der Ostamerikanische Hundszahn wird in Deutschland zuweilen als Zierpflanze für Steingärten und Gehölzränder genutzt. Ostamerikanischer Hundszahn ist für Katzen hochgiftig, insbesondere wenn sie die Zwiebel der Pflanze aufnehmen.
Schon die Indianer Nordamerikas vom Stamm der Cherokee und Haudenosaunee kannten die heilende Wirkung dieser Pflanze: Der Saft aus den zerkleinerten Blättern wurde auf Wunden aufgetragen, die nicht richtig heilen. Ein Umschlag aus den zerkleinerten Zwiebeln wurde auf Schwellungen und zur Entfernung von Splittern aufgelegt. Die rohe Pflanze, mit Ausnahme der Wurzeln, wurde von nordamerikanischen Indianer-Mädchen zudem zur Empfängnisverhütung verwendet.

## Belege
- Eckehart J. Jäger, Friedrich Ebel, Peter Hanelt, Gerd K. Müller (Hrsg.): Rothmaler – Exkursionsflora von Deutschland. Band 5: Krautige Zier- und Nutzpflanzen. Spektrum Akademischer Verlag, Berlin Heidelberg 2008, ISBN 978-3-8274-0918-8.